# Karl von Loehr
Karl von Loehr (* 29. Januar 1875 in Mainz; † 28. August 1958 in Kronberg im Taunus) war ein deutscher Architekt und Hochschullehrer.

## Leben

### Familie
Karl von Loehr entstammte einer angesehenen Mainzer Familie, deren Angehörige einst in den Diensten der Kurfürsten und Erzbischöfe von Mainz standen. Wegen ihrer besonderen Verdienste wurde sie 1729 von Kaiser Karl VI. in den Adelsstand erhoben.
Sein Großvater war der Arzt Ferdinand von Loehr. Sein Vater Ferdinand von Loehr (1844–1908) studierte Philosophie, betrieb jedoch zunächst in Mainz eine Weinhandlung, ehe er Teilhaber der 1878 gegründeten Strohstoff-Fabrik Bloch & Offenheimer in Rheindürkheim bei Worms wurde. Dieses Unternehmen ging 1886 in der Vereinigte Strohstoff-Fabriken AG auf. Er heiratete Frieda Schmitz, die ebenfalls aus einer Mainzer Familie stammte. Aus dieser Ehe gingen drei Kinder hervor: Ferdinand, der bereits im Alter von 12 Jahren starb, Else und Karl.
Karl von Loehr war ab 1901 in Kronberg ansässig. Dort heiratete er 1906 Bertha geb. von Burnitz, die Tochter des Kunstmalers Peter von Burnitz, einem der Begründer der Kronberger Malerkolonie. Aus der Ehe gingen drei Kinder hervor: Rolf (1908–1990, Diplom-Ingenieur), Lotte (1911–1989) und Erwin (* 1915).

### Ausbildung
Karl von Loehr besuchte das Realgymnasium in Mainz. Nach dem Abitur studierte er an der Technischen Hochschule Darmstadt, der Technischen Hochschule München und der Technischen Hochschule Karlsruhe; in Karlsruhe bestand er 1900 das zweite Staatsexamen im Hochbaufach.

### Tätigkeit
Von 1898 bis 1901 arbeitete er als wissenschaftlicher Assistent bei Carl Schäfer an der Technischen Hochschule Karlsruhe. Danach ließ er sich zunächst als freischaffender Architekt in Frankfurt am Main nieder. 1901 bezog er eine repräsentative Villa in Kronberg am Taunus.
1910 erhielt er einen Ruf als Dozent für Innendekoration und Ornamentik an die Technische Hochschule Aachen als Nachfolger von Georg Frentzen. Am 3. Juni 1910 wurde ihm der Professor-Titel verliehen. Am 1. Oktober 1914 schied er aus dem Lehrkörper der Hochschule aus und arbeitete als freier Architekt.
Zu seinen bekanntesten Bauten gehören (in Auswahl):
- bis 1903: Ausbau des Friedrichsbaus des Heidelberger Schlosses (beteiligt als Assistent von Carl Schäfer)
- Wettbewerbsentwurf 1900, Ausführung 1902–1905: Oranier-Gedächtniskirche in Wiesbaden-Biebrich[2]
- 1903–1908: Westtürme des Meißner Doms (zusammen mit Carl Schäfer)
- 1909–1912: Wiederaufbau der Sauerburg über Sauerthal in einem Seitental des Wispertals
- um 1920: Ausstellungsgebäude „Haus Offenbach“ auf dem Messegelände in Frankfurt am Main
- ab 1929: Völkerbundpalast in Genf (Baubeteiligung)
- zahlreiche Villen und Häuser in Mainz, Kronberg und Bad Kissingen

Viele Jahre war er Vorsitzender der Bezirksgruppe für die preußische Provinz Hessen-Nassau des Bundes Deutscher Architekten (BDA).
Außerdem gehörte er dem Aufsichtsrat des auf seinen Vater zurückgehenden, bis 1963 bestehenden Unternehmens Rheinische Strohzellstoff-AG an, das nach dem Verlust der Betriebsteile in der Sowjetischen Besatzungszone 1948 als Nachfolger der Vereinigte Strohstoff-Fabriken AG entstand. Karl von Loehrs Sohn Rolf arbeitete dort als Werksleiter und folgte ihm später als Mitglied des Aufsichtsrats.
Karl von Loehr starb am 28. August 1958 in Kronberg und wurde in der Familiengruft auf dem Mainzer Hauptfriedhof bestattet.

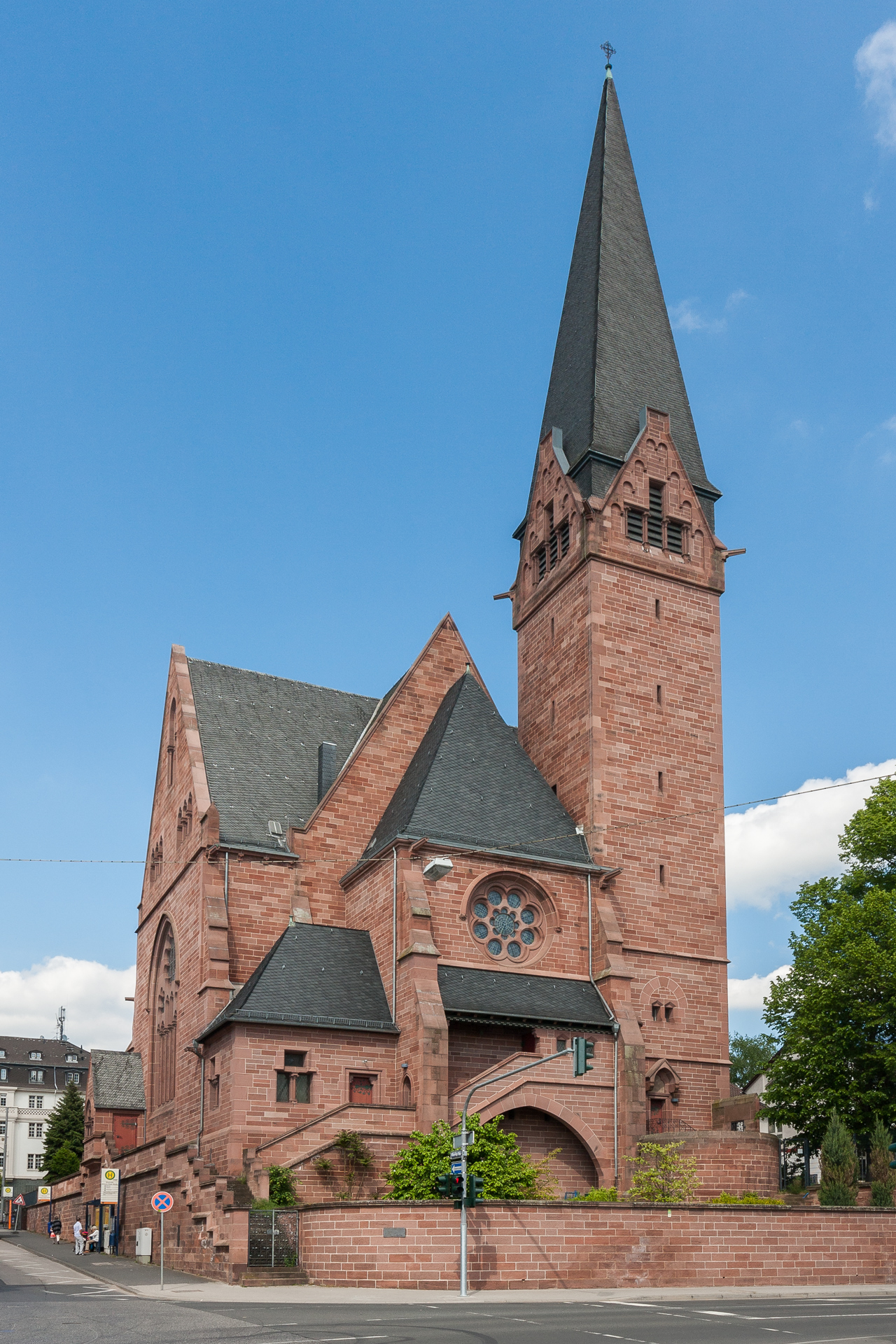
Oranier-Gedächtniskirche in Wiesbaden-Biebrich
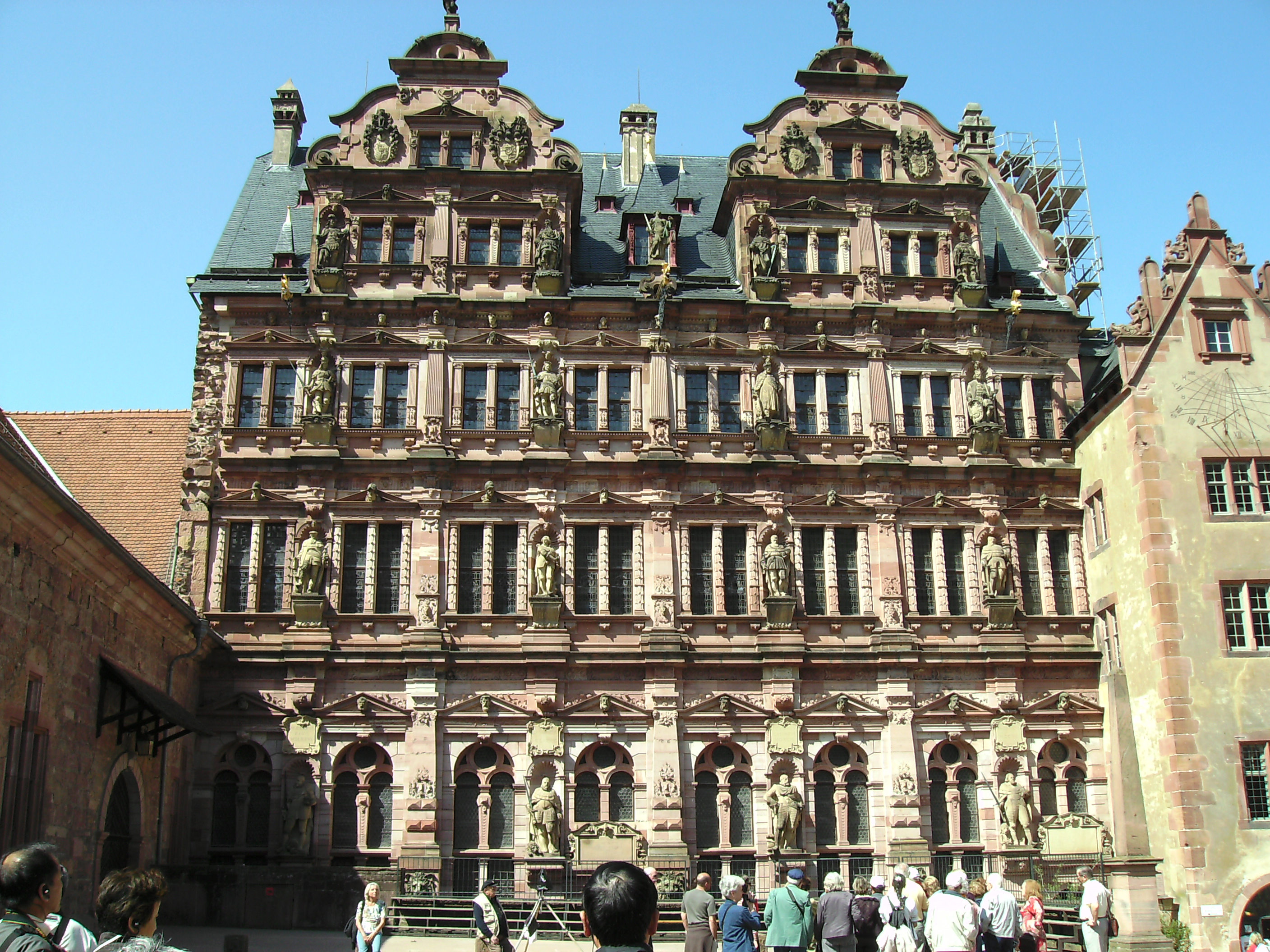
Friedrichsbau des Heidelberger Schlosses
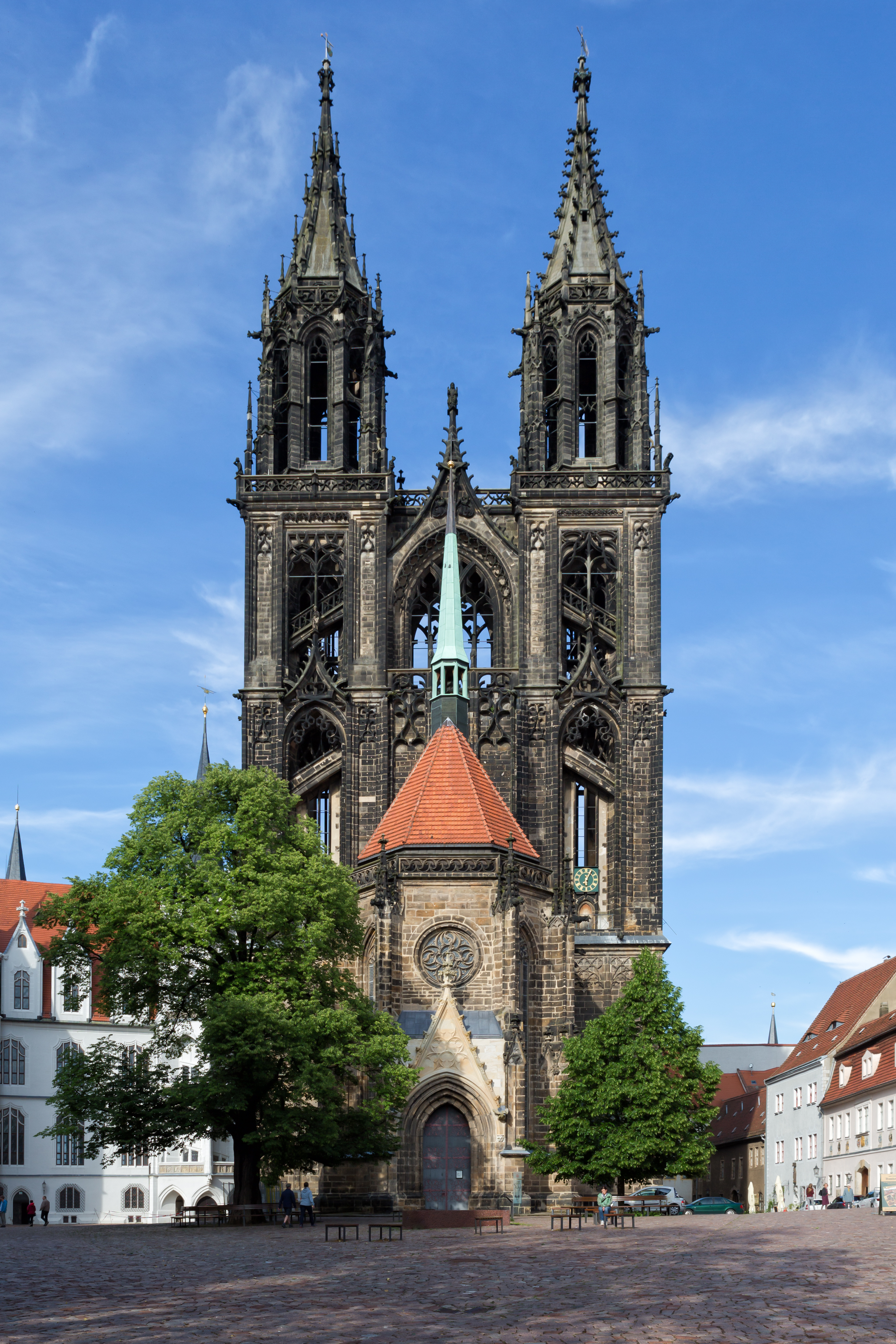
Türme des Meißner Doms
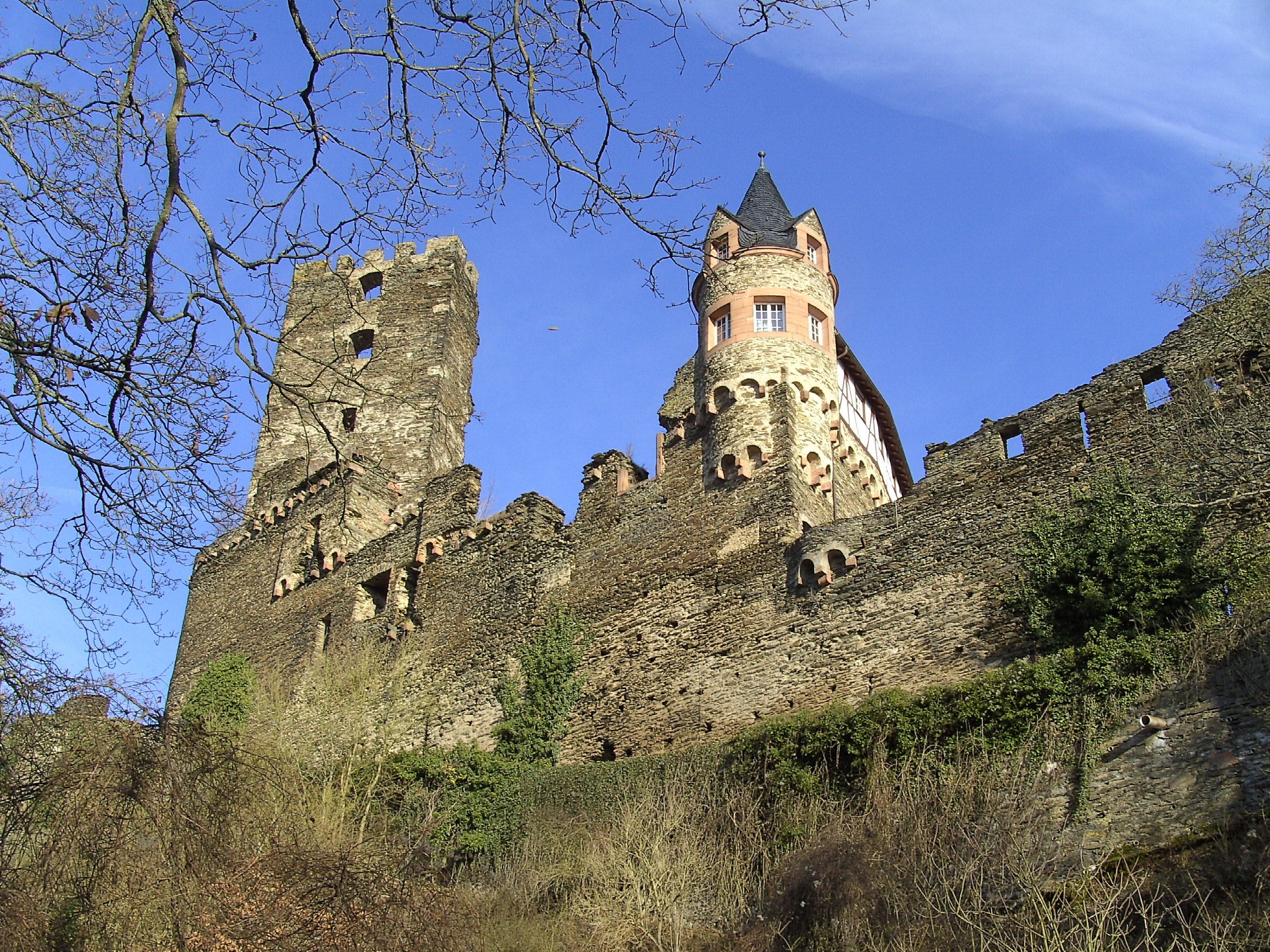
Sauerburg im Wispertal